# Душан Батес
Душан Батес (Врточе, код Петровца, 11. јануар 1920 — Загреб, 17. април 1999) био је учесник Народноослободилачке борбе, пуковник ЈНА и носилац Партизанске споменице.

## Биографија
Душан Душко Батес је рођен 11. јануара 1920. године у Врточу (заселак Реџин крај), код Петровца, од оца Боже и мајке Стане (рођ. Атлагић) из Врточа. Одрастао је са братом Мићом и сестром Перком, који су такође били борци НОР-а. Потиче из земљорадничке породице. Прије рата био је радник. Женио се два пута. Из првог брака са Зорком Радошевић из Врточа добио је ћерку Смиљу. Други брак склопио је са Цветом Трбовић и са њом стекао сина Мирка и ћерку Станку.
По окупацији Југославије, укључио се у припреме оружаног устанка. 27. јула 1941. Од првих дана учествовао је у устаничким и герилским акцијама, прво при чети, а онда и у саставу чете, са карабином којег се домогао у борбама. Када је успостављена ослободилачка власт, Душко је, као писмен, изабран за секретара НОО Врточе. Његова писменост била је значајан чинилац да буде изабран за политичког комесара врточке чете. Био је члан КПЈ.
У рату је углавном обављао дужност политичког комесара. На почетку рата обављао је дужност замјеника политичког комесара врточке чете. Крајем рата био је политички комесар бригаде.
Након рата служио је као официр у ЈНА. Пензионисан је у чину пуковника.
Носилац је Партизанске споменице 1941.
Умро је у Загребу 17. априлa 1999. године. Сахрањен је на загребачком гробљу Мирогој.